# Người hát rong (Taras Shevchenko)

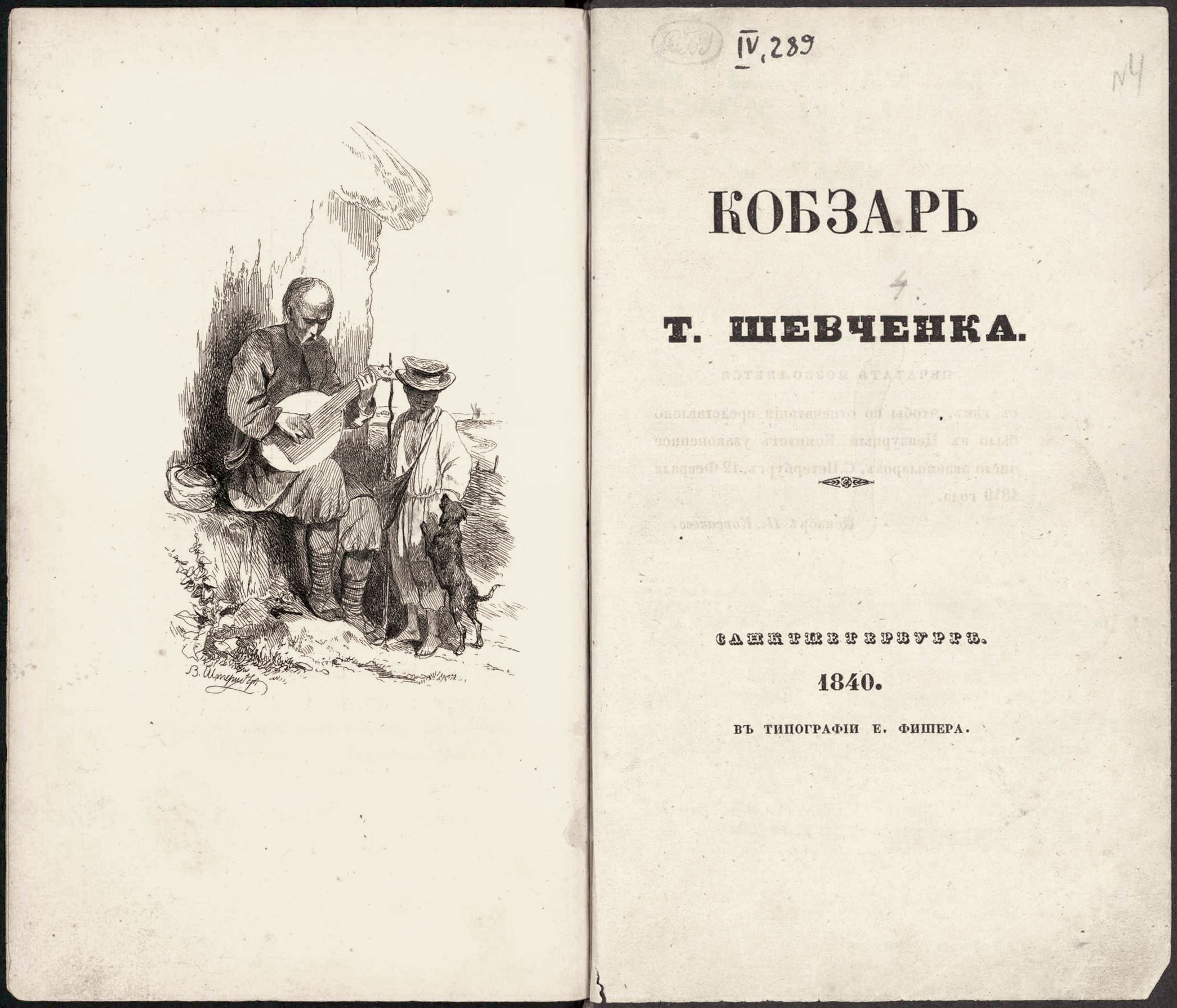
Ấn bản đầu tiên năm 1840

Người hát rong (tiếng Ukraina: Кобзар) là tên một tập thơ của Đại thi hào dân tộc Ukraina Taras Shevchenko in lần đầu tiên vào năm 1840 ở Sankt-Peterburg với sự giúp đỡ của Yevhen Pavlovych Hrebinka. Ấn bản đầu tiên này gồm 8 bài thơ: Перебендя (Perebendya), Катерина (Katerina), Тополя (Cây dương), Думка (Ý nghĩ) - Нащо мені чорні брови (Cặp lông mày đen mà có ai cần), До Основ'яненка (Gửi Osnovyanenko), Іван Підкова (Ivan Pidkova), Тарасова ніч (Đêm Taras) và Думи мої, думи мої, лихо мені з вами (Những ý nghĩ của ta, thật khổ với các người). Sau khi tập thơ này ra đời người ta bắt đầu gọi Taras Shevchenko là "Người hát rong" và chính Taras Shevchenko cũng bắt đầu dùng bút danh "Kobzar Darmogray" trong một số tác phẩm của mình.

## Các lần tái bản
Tập thơ này được tái bản 2 lần khi tác giả còn sống vào các năm 1844 và 1860. Lần tái bản thứ nhất lấy tên Чигиринський Кобзар (Người hát rong Chyhyrynskyi) với phần phụ lục là trường ca Гайдамаки (Haidamaki). Lần tái bản thứ hai năm 1860 được mạnh thường quân Platon Simirenko tài trợ 1.100 rúp. Lần tái bản này gồm 17 bài thơ và ảnh chân dung của Taras Shevchenko.
Năm 1861 tập thơ Người hát rong được in trong tạp chí "Osnova" từng phần, cả trước và sau ngày mất của Taras Shevchenko. Kể từ đó, tập thơ được tái bản rất nhiều lần.
Chỉ tính đến năm 1985, ở Ukraina tập thơ này đã được tái bản tới 124 lần với số lượng hơn 8 triệu bản. Nhiều bài thơ trong tập này được dịch ra hơn 100 thứ tiếng trên thế giới.

## Dịch ra tiếng Việt
Tập thơ này đã được Nguyễn Viết Thắng dịch đầy đủ cả tám bài thơ và trường ca ra tiếng Việt trong khuôn khổ của dự án "Taras Shevchenko – 150 bài thơ và trường ca", bao gồm những tác phẩm quan trọng nhất của Taras Shevchenko và là những tác phẩm chưa in trong cuốn "Thơ Taras Shevchenko" xuất bản năm 2004, tái bản năm 2012.